# Barry Goldwater
Barry Goldwater (1 de enero de 1909-29 de mayo de 1998), fue senador por Arizona. Buscó la presidencia de los Estados Unidos frente a Lyndon B. Johnson, pero fue derrotado. Una regla ética sobre comentarios profesionales de psiquiatras a figuras públicas lleva su nombre: Regla de Goldwater.
Goldwater había nacido en Arizona el 1 de enero de 1909, tres años antes de que Arizona alcanzara la condición de estado. Su padre, Baron Goldwater, era dueño de una cadena de negocios de ropa, y su madre, Josephine, era una enfermera episcopaliana. Barry fue criado en la religión de su madre. En 1928 se graduó en la academia militar de Virginia. Fue piloto de la Fuerza Aérea estadounidense durante la Segunda Guerra Mundial y fundador de la Guardia Nacional Aérea de Arizona.
Goldwater había ganado un escaño en el Senado en 1952 y se convirtió en la expresión más prominente de los conservadores opuestos al estado de bienestar instaurado por Franklin Roosevelt y continuado por Eisenhower.
Perdió en todos los Estados, menos en seis, en las elecciones presidenciales de 1964 ante Lyndon Johnson, quien hizo campaña presentándolo como un belicista favorable a la guerra atómica y apoyado por el Ku Klux Klan. Pero Goldwater llevó al país el credo que había desarrollado durante 12 años en el senado. Su campaña política se encuadraba dentro del liberalismo clásico concentrada en reducir el poder del gobierno federal, favorecer las libertades económicas y políticas, apoyando una política exterior basada en un ferviente anticomunismo. Se considera que jugó un papel clave en el renacimiento de los movimientos conservador y libertario en los EE. UU., abonando el campo para que Ronald Reagan fuese elegido Presidente de los Estados Unidos en 1980.
Después de su derrota electoral continuó desarrollando labores políticas en el Senado y en el seno del Partido Republicano de los Estados Unidos hasta su retirada en 1987. A él corresponde el mérito de haber convencido a Richard Nixon para que dimitiese después del Escándalo Watergate. En los últimos años de actividad política se opuso a los avances e influencia de la derecha cristiana evangélica en el seno del movimiento conservador estadounidense. Se le conocía con el apodo de "Mr. Conservador" y destacaba por un estilo político y retórico directo y sin tapujos, aunque sus afirmaciones pudiesen resultar impopulares.
Su mujer fue Peggy Johnson, con la que tuvo un total de cuatro hijos: Joanne, Barry Jr., Michael y Peggy. Después de quedar viudo en 1985 se casaría por segunda vez. Falleció el 29 de mayo de 1998.

## Biografía
Goldwater nació en Phoenix, en lo que entonces era el Territorio de Arizona. Era hijo de Baron M. Goldwater y de su esposa, Hattie Josephine ("JoJo") Williams. La familia judío-estadounidense de su padre había fundado el centro comercial más grande de Phoenix Goldwater's. El apellido de la familia había sido cambiado de Goldwasser a Goldwater en el censo de 1860 en Los Ángeles. Los abuelos paternos de Goldwater, Michel y Sarah Nathan Golwater, se habían casado en la Gran Sinagoga de Londres. La madre de Goldwater, protestante, venía de una antigua familia yankee que incluía al famoso teólogo Roger Williams. Los padres de Golddwater se casaron en la Iglesia Episcopal de Phoenix y, durante toda su vida, Goldwater fue miembro de la Iglesia episcopal en los Estados Unidos, aunque en algunas ocasiones se refería a sí mismo como "judío". Aunque no asistía a los servicios religiosos con frecuencia, Goldwater afirmaba que "si un hombre actúa de manera religiosa y ética, entonces es verdaderamente religioso. La religiosidad no tiene mucho que ver con la frecuencia con la que uno se mete en una iglesia."
El centro comercial de la familia convirtió a los Goldwater en una familia acomodada. Goldwater se graduó en la Academia Militar de Staunton, una escuela privada de élite en Virginia y fue a la Universidad de Arizona durante un año. Allí se unió a la fraternidad Sigma Chi. Barry Goldwater nunca había estado muy próximo a su padre, pero asumió sus obligaciones en los negocios familiares después de la muerte de Baron en 1930. Se convirtió en un miembro del Partido Republicano en un estado profundamente demócrata, promovió prácticas de negocio innovadoras y se opuso fervientemente al New Deal debido al fomento de la actividad sindical que implicaba. Goldwater llegaría a conocer al presidente Herbert Hoover, cuyas políticas conservadoras admiraba enormemente. En 1934, se casó con Peggy Johnson, la hija de un importante industrial de Muncie, Indiana. Con ella tuvo cuatro hijos: Joanne, Barry Jr., Michael y Peggy. Se quedó viudo en 1985 y en 1992 se casó con Susan Wechsler, una enfermera 32 años más joven.
Con la entrada de los Estados Unidos en la Segunda Guerra Mundial, Goldwater recibió una llamada al servicio de las Fuerzas Aéreas. Se convirtió en un piloto asignado al Comando Ferry, una nueva unidad formada para suplir los esfuerzos bélicos estadounidense alrededor del globo. Pasó la mayor parte de la guerra volando entre los Estados Unidos y la India o entre el Norte de África y Sudamérica. También llegaría a sobrevolar el Himalaya para entregar provisiones y tropas en la República de China. Después de la guerra permanecería como reservista hasta retirarse bajo el rango de general. Para entonces, había volado en 165 tipos diferentes de naves. Después de la guerra, Goldwater fue uno de los mayores proponentes de la creación de la United States Air Force Academy. El Centro de Visitantes de la USAF fue bautizado con su nombre. Como Coronel fue el fundador de la Arizona Air National Guard y jugó un papel muy activo con el Pentágono para apoyar la eliminación de la segregación racial en las fuerzas armadas. Continuó pilotando un B-52 hasta el final de su carrera militar.
En 1940, Goldwater se convirtió en una de las primeras personas en navegar por el río Colorado con propósitos recreativos a través del Gran Cañón del Colorado cuando participó como remero en el segundo viaje comercial de Norman Nevills. Goldwater se unió al viaje en Green River y condujo su propio barco al Lago Mead.

## Política
Goldwater entraría en política en 1949. Lo haría siendo elegido concejal en Phoenix como miembro de una candidatura independiente que estaba preocupada en "limpiar la ciudad" de la extendida prostitución y el juego. Como Republicano ganó el asiento en el Senado de los Estados Unidos en la elección senatorial de 1952, derrotando al veterano demócrata y Líder de la Mayoría Ernest McFarland. Volvió a repetir su victoria sobre McFarland en las elecciones al Senado de los Estados Unidos de 1958, con una gran resultado en su reelección en un año en el que el Partido Demócrata de los Estados Unidos ganó 13 asientos en esa cámara. Se retiró en 1964 para su campaña electoral a la Presidencia.

### Posiciones políticas
Goldwater se asoció pronto con los partidarios de la reforma de la legislación sindical y con el movimiento anticomunista de la política estadounidense. Apoyó activamente a la Coalición Conservadora en el Congreso, una alianza extraoficial formada por republicanos y demócratas sureños opuesta al New Deal. Sin embargo, rechazaba las expresiones más radicales del anticomunismo en los Estados Unidos. Así, en 1956, apoyaría en el Senado la versión final del Acta de Salud Mental de Alaska a pesar del fuerte repudio que generaría, llegando algunos de sus detractores a afirmar que se trataba de un complot comunista para establecer campos de concentración en Alaska. Su trabajo en asuntos laborales llevó al Congreso a aprobar un importante paquete de medidas anticorrupción en 1957 y le valió un órdago por parte de la AFL-CIO que hizo campaña para tratar de impedir su reelección al año siguiente. Votó en contra de la moción de censura al senador Joseph McCarthy en 1954, pero nunca acusó a nadie de ser un agente comunista.
Goldwater dejó muy clara su ferviente oposición a la expansión mundial del comunismo en su libro de 1960, The Conscience of a Conservative, que se convertiría posteriormente en una referencia de la literatura política para los círculos políticos conservadores.
En 1964 Goldwater dirigió una campaña presidencial conservadora con una posición clara en defensa de los derechos de los estados. La campaña de 1964 fue un imán para todos los conservadores, dado que estos tradicionalmente se oponían a la interferencia del gobierno federal en asuntos estatales. Aunque había apoyado toda la legislación previa relativa a los derechos civiles y la versión original de la ley presentada en el Senado, tomó la decisión de oponerse a la Ley de Derechos Civiles de 1964. Su posición se basaba en la convicción de que la ley era una intromisión federal en asuntos estatales y que cercenaba los derechos de las personas a hacer negocios con quien considerasen más conveniente.
Estas posiciones en materia de derechos civiles acabaron por atraer a los demócratas sureños y Goldwater sería el primer republicano en ganar los votos electorales de todos los estados del Sur Profundo: Carolina del Sur, Georgia, Alabama, Misisipi y Luisiana desde la época de la Reconstrucción. Sin embargo, el voto contrario de Goldwater contra la Ley de Derechos Civiles de 1964 resultó ser devastador para su campaña fuera del sur. Fuera de los estados mencionados, Goldwater solo ganaría en Arizona, su estado natal, obteniendo una contudente derrota.
A pesar de que Goldwater había sido caracterizado por sus oponentes en las primarias republicanas como representante de una filosofía conservadora extrema y radical, su historial de votos en el Senado mostraba como sus posiciones estaban en armonía con las de sus compañeros republicanos. Lo que lo distinguió en relación con sus predecesores fue, según Hans J. Morgenthau la firmeza de sus principios y su determinación, lo que no le permitía contentarse con una mera posición de retórica política.
Goldwater también se caracterizó por proponer la eliminación de la financiación estadounidense a Naciones Unidas después de que, en 1971 la República Popular de China fuese admitida en la organización. Señaló:

Hoy sugerí en el pleno del Senado que elimináramos todos los fondos a las Naciones Unidas. No sé qué significaría eso para la organización, pero tengo la impresión de que les obligaría a retractarse. Si los chinos ingresan, por mí podemos trasladar la sede a Pekín o Moscú y sacarlos de este país."

### Elecciones
En 1964 participó y venció en la disputada carrera para convertirse en el candidato presidencial del Partido Republicano de los Estados Unidos en el seno de esta formación. Aunque hubo de competir con múltiples candidatos, su principal rival sería el por aquel entonces gobernador del Estado de Nueva York, el moderado Nelson Rockefeller. Goldwater lo derrotaría por un estrecho margen en una de las primarias presidenciales más reñidas de la historia de California. Su nominación a candidato presidencial fue boicoteada por los republicanos situados en el ala izquierda del partido, quienes consideraban que las demandas de Goldwater para introducir cambios radicales en política exterior para ejercer una oposición efectiva contra la URSS acabarían causando una guerra nuclear.
Goldwater perdería en las Elecciones presidenciales de Estados Unidos de 1964 contra el candidato demócrata y Presidente Lyndon B. Johnson de manera abrumadora. Su resultado causaría enormes pérdidas tanto en el Senado de los Estados Unidos como en la Cámara de Representantes de los Estados Unidos para el Partido Republicano. Posteriormente esto se probaría crucial para la renovación de caras y filas en el partido y para el renacimiento del conservadurismo moderno en los Estados Unidos, caracterizado por ser mucho más receloso del poder del Estado que los republicanos de la época del New Deal. Goldwater solo vencería en los estados representantes del Sur Profundo y en Arizona.
Dos libros autopublicados auspiciaron la campaña presidencial de Goldwater: A Choice, Not An Echo por Phyllis Schlafly y A Texan Looks at Lyndon: A Study in Illegitimate Power por el historiador tejano J. Evetts Haley. Ambos fueron best-sellers, pero no consiguieron catapultar a Goldwater al poder.
Pese a ello, continuaría siendo una figura popular en Arizona y en el movimiento conservador estadounidense. De tal manera sería elegido en la elección senatorial de 1968 por Arizona, en el lugar del senador Carl Hayden que se retiraba de la política. Goldwater volvería a ser reelegido en 1974 y 1980. En 1974 obtuvo una victoria clara, si bien en 1980 tendría que esforzarse para ganar la campaña contra el candidato demócrata Bill Schulz. Posteriormente anunciaría que ese resultado apretado lo había convencido de no volver a presentarse.
Goldwater había considerado seriamente su retiro para la elección senatorial de 1980. Peggy Goldwater esperaba que el mandato de su marido en el senado, que expiraba en enero de 1981 fuese el último. Sin embargo, Goldwater decidió presentarse, haciendo de ese su mandato definitivo en el Senado. Se encontró, sorprendentemente, con una dura batalla por la reelección. Se le veía desconectado de la realidad y vulnerable por varias razones, la más importante siendo sus planes de retirada en 1981. Goldwater no visitó muchas zonas de Arizona aparte de las que rodeaban a Tucson y Phoenix. Además, fue retado por un oponente formidable, Bill Schulz, un antiguo republicano que se había vuelto demócrata y rico como constructor. Schulz fue capaz de insuflar su campaña con grandes sumas de dinero procedentes de su fortuna personal
El cambio poblacional de Arizona también perjudicó a Goldwater. La población del estado se había incrementado enormemente y una porción del electorado no había vivido allí mientras Goldwater actuaba representando al estado. Por lo tanto, muchos votantes estaban poco familiarizados con los valores de Goldwater y este tuvo que estar a la defensiva durante un buen tramo de la campaña. Las encuestas a pie de urna durante la noche electoral indicaban una victoria de Schulz, pero el recuento continuó durante la noche y hasta la mañana siguiente. Sobre la hora del amanecer, Goldwater se enteró de que había sido reelegido gracias a los votos por correo, que eran los últimos en ser contados. La sorprendentemente ajustada victoria de Goldwater se produciría a pesar de la abrumadora victoria, con el 61% de los votos, que Ronald Reagan obtendría sobre Jimmy Carter en Arizona. Los republicanos retomaron el control de la Cámara Alta colocando a Goldwater en una de las posiciones más elevadas en las que estaría.

### Retiro
Se retiró en 1987 en su cargo de Presidente del Comité del Senado para Asuntos de Inteligencia y Fuerzas Armadas. A pesar de su reputación como agitador en los 60, durante el final de su carrera se le consideró una influencia estabilizadora en el Senado y uno de los miembros más respetados de ambos partidos. Aunque Goldwater continuaba siendo un anticomunista acérrimo y militarista de línea dura, fue un apoyo clave en la lucha por la rectificación del Tratado del Canal de Panamá en los 70, que retornaría el control de la zona del canal a la República de Panamá. Su mayor logro durante sus años en el Congreso podría ser la Goldwater-Nichols Act, responsable de la reorganización de la estructura de mando del ejército estadounidense.
Después de su retirada Goldwater se dedicó a una de sus grandes aficiones: la radio. Era un gran radioaficionado y operador amateur bajo las letras K7UGA. Muchos otros radioaficionados tuvieron la oportunidad de contactar con él durante sus años de retiro, protagonizando numerosas anécdotas.

### Barry Goldwater en la cultura popular
- En la novela de Stephen King 22/11/63 que narra la historia de un viajero en el tiempo que intenta evitar el asesinato de John F. Kennedy, ocurrido el 22 de noviembre de 1963, se describe qué habría pasado si Kennedy hubiera sobrevivido y al alterar la línea temporal Barry Goldwater hubiera alcanzado la presidencia.